# Cahiers du cinéma
Cahiers du cinéma («Кайе́ дю синема́», фр. Les Cahiers du cinéma — «Кинематографические тетради») — французский журнал о кино, основанный в 1951 году Андре Базеном, Жаком Дониоль-Валькрозом и Жозеф-Мари Ло Дюка. Корпус[что?] первых авторов составили члены киноклубов Латинского квартала и «Объектив 49» (в их числе — Жан Кокто, Робер Брессон, Александр Астрюк).

## История
В ранней истории журнала принято разделять периоды, когда кресло главного редактора занимали Базен (1951—1958), Эрик Ромер (1958—1963) и Жак Риветт (1963—1965). «Золотым веком» издания были годы, когда им руководил Ромер. Мишенью нападок молодых киноведов в эти годы сделались заполонившие французские кинотеатры экранизации классиков национальной литературы. Недоброжелателями журнал был прозван по цвету обложки «кайе жон» — «жёлтыми тетрадями», в которых «злословят желторотые юнцы» и которым место в «жёлтом доме».
Со 2-й половины 1960-х годов популярность издания неуклонно падает, оно становится убыточным. В середине 1970-х произошла смена редакционного состава. Тогда в него входили кинокритик Серж Даней, журналист Серж Тубиана, режиссёр Тьерри Жус, историк Шарль де Бак, историк кино Антуан Тессон. От модернизма ранних 1960-х журнал развернулся в сторону диалектического материализма.
В 1988 издательство Létoile, публикующее Cahiers du cinéma, было выкуплено пресс-группой «Монд». Попытки завлечь новые поколения читателей привели к расколу редакции. Журнал приветствовал ростки постмодерна в современном французском кино, восхвалял работы таких молодых режиссёров, как Леос Каракс. В 1990-е гг. журнал стал публиковать обзоры реалити-шоу и видеоигры, что повлекло за собой отток читательской аудитории, ориентированной в первую очередь на кино.
В 2003 ежедневная вечерняя газета леволиберальных взглядов «Монд» полностью взяла шефство над Cahiers du cinéma и назначила главным редактором журнала Жана-Мишеля Фродона, который прежде заведовал разделом этой газеты о кино. Через 6 лет журнал был выкуплен ведущим свою историю с 1923 года британским издательством Phaidon Press, которое ориентируется на изобразительные искусства (живопись, архитектуру, фотографию).

## Политика журнала
В 1950-е годы молодёжь требовала обращения режиссёров к животрепещущим темам современности. Как о «струе свежего воздуха из-за океана» Риветт писал о голливудских фильмах Хичкока и Ланга. Астрюк призывал молодых режиссёров сделать из кинокамеры такой же инструмент («камера-перо») выражения авторской индивидуальности, каким для писателя является перо .
В истории кинематографа Cahiers du cinéma 1950-х годов остался как «инкубатор» французской новой волны. Почти все крупные представители этого движения — от Годара и Трюффо до Ромера и Шаброля — начинали как кинокритики на страницах этого издания. В 1954 году Трюффо впервые сформулировал в статье «Некоторые тенденции во французском кино» учение об авторском кино. Он писал о режиссёре как о полноправном авторе картины, который должен контролировать весь процесс создания фильмов.
В своих статьях авторы Cahiers du cinéma предлагали новые принципы кинокритики и теории кино, писали разгромные статьи на большинство французских картин и как о глотке свежего воздуха отзывались об американском кинематографе. Кинематографисты «папиного кино» возненавидели «банду выскочек», писавших для журнала. Пресса шумела. Ворчали на Cahiers du cinéma как и небольшие газеты, так и крупные конкурирующие издания о кино.